# Szent Paraszkiva-fatemplom (Szászszentgyörgy)
A Szent Paraszkiva-fatemplom műemlékké nyilvánított épület Romániában, Beszterce-Naszód megyében. A romániai műemlékek jegyzékében a  BN-II-m-B-01699 sorszámon szerepel.